# Ян Куленбір
Ян Куленбір  (нід. Jan Coelenbier; бл. 1610/1610, Кортре, Фландрія — 1677/1680, Гарлем) — голландський художник-пейзажист, фламандець за походженням, що емігрував у Північні Нідерланди.

## Історія вивчення. Маловідома біографія
Історія вивчення біографії та творчості Яна Куленбіра наполегливо розпочалась у XIX століття, коли держави в Західній Європі почали клопотатися про збереження власних історичних досягнень, долю історичних артефактів, почали опікуватись проблемами національної ідентичності. Серед науковців, що наполегливо вивчали проблеми нідерландського та голландського живопису, опинились П. П. Семенов-Тян-Шанський, Щавинський Василь Олександрович, декілька науковців Німеччини та тодішньої Голландії (Вільгельм Боде, Абрагам Бредіус, К. Хофстеде де Гроот). Пішли жвавий обмін фотокартками картин, листування, візити до картинних галерей та приватних збірок живопису в Нідерландах, Німеччини, Російській імперії. Три названі країни головували у розшуках, позаяк роками колекціонували картини митців Нідерландів. Так, в Російській імперії до двох третин картин у художніх колекціях XIX століття належала до картин голландських майстрів. Навіть в збірці П. П. Семенова-Тян-Шанського, що спеціалізувався на картинах Нідерландів, переважали твори митців Голландії, а твори майстрів Фландрії XVII століття були лише тлом приватної колекції. Тісні особисті контакти між петербурзькими науковцями Семеновим-Тян-Шанським та Василем Щавинським призвели до того, що і небагатий Щавинський перейшов на колекціонування картин майстрів Голландії та Фландрії (з обома був знайомим і Ханенко Богдан Іванович). Навіть маленька збірка Щавинського мала своє індивідуальне обличчя, бо він звертав увагу на маньєристів Фландрії та Голландії, враховуючи вплив їх друкованої графіки на свідомість митців України (граверів та майстрів стінописів XVII–XVIII ст.) Саме Щавинський допомагав створити каталог-опис колекції Семенова-Тян-Шанського, а також готував картини для перевезення у Імператорський Ермітаж, коли вони були продані до імператорського музею 1914 року.
Картини нідерландських маньєристів в збірці П. П. Семенова були одиничні, тоді як в картинній галереї Василя Щавинського одиничними були картини художників Італії. Їх колекціонування припало на період  у XIX столітті дещо зневажливого ставлення серед колекціонерів Петербурга до італійського живопису, котрий був беззаперечним авторитетом для Петербурзької академії мистецтв. Але петербурзька академія перебувала в кризі і її проіталійські смаки підтримували консервативні імператорська родина та аристократи Строганови. До того ж картини італійських митців коштували помітно дорожче картин нідерландських митців, що було неабиякою перепоною у придбанні для колекціонерів «на трудові кошти». Саме такими і були небагаті Василь Щавинський та Петро Семенов-Тян-Шанський. Саме до них і потрапили неяскраві за фарбами, невеликі за розмірами картини майстрів Нідерландів XVII століття, серед котрих і були пейзажі Яна Куленбіра. Вже тоді його картини віднесли до рідкісних, що розпалювало колекціонерські пристрасті.
Про Яна Куленбіра збережено мало відомостей. Він народився у містечку Кортре, Фландрія. За одною з гіпотез, він був франкомовном (напевне двомовним), бо іноді його ім'я та прізвище пишуть як Йоханнес, Жан Куленб'є.
Відомо, що він емігрував до Північних Нідерландів і працював у місті Гарлем. Його вчителем вважають пейзажиста Пітера де Муліна (1595–1661). Мулін старший сам народився у Лондоні і теж емігрував до Гарлема. Ймовірно, цей факт з біографій обох художників якось сприяв їх зближенню та зв'язкам роками. Низка картин Яна Куленбіра була настільки близька до художньої манери Пітера де Муліна, що їх сприймали за оригінали саме де Муліна. 1632 року Ян Куленбір був прийнятий до Гарлемської гільдії святого Луки. Серед тих, хто вплинув на художню манеру Яна Куленбіра, художник пейзажист Ян ван Гоєн (1596—1656). 
В архівних документах вказівка, що 1638 року він одружився. Грошей митцю за продаж власних картин не вистачало, тому він вимушено виступав як художній експерт та торговець картинами інших майстрів. Так, він засвітився як торговець, що продав низку картин Яна Вермера з Делфта.

## Вибрані твори
- «Пейзаж з замком-фортецею біля річки» (Національний музей мистецтв імені Богдана та Варвари Ханенків, Київ, Україна)
- «Пейзаж з церквою біля річки» (Мідлбур, штат Вермонт, Сполучені Штати)
- «Пейзаж з голландськими рибалками» (Державний музей мистецтв (Копенгаген), Данія)
- «Пейзаж з халупкою на пагорбі» (підпис і дата 1654; Ермітаж, Санкт-Петербург)[1]
- «Пейзаж з халупкою» (Ермітаж, Санкт-Петербург)[1]
- «Пейзаж з хижкою та подорожнім» (Саратовський державний музей імені Радищева)

## Галерея

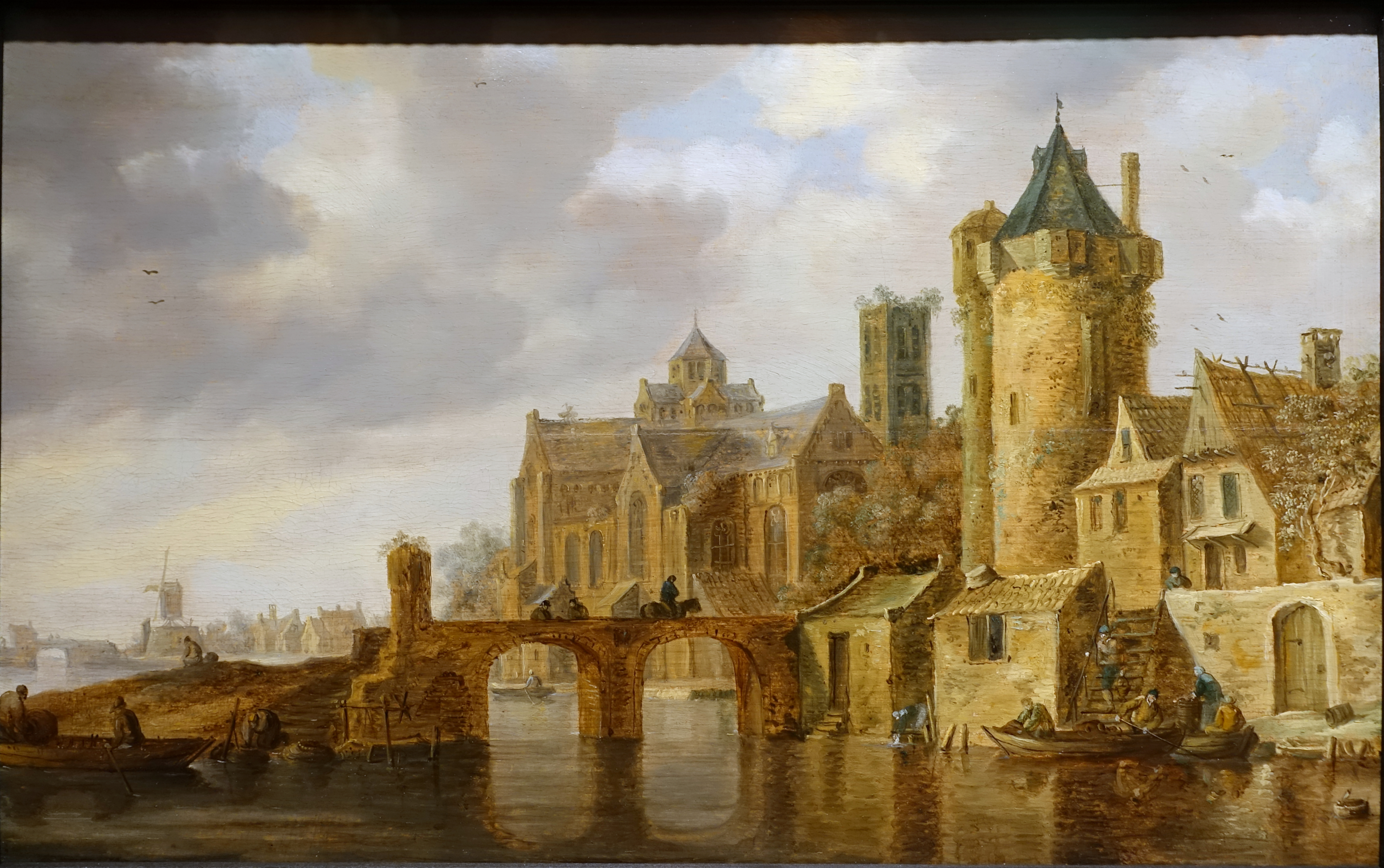
Ян Куленбір. «Пейзаж з церквою біля річки». Мідлбур, штат Вермонт, Сполучені Штати
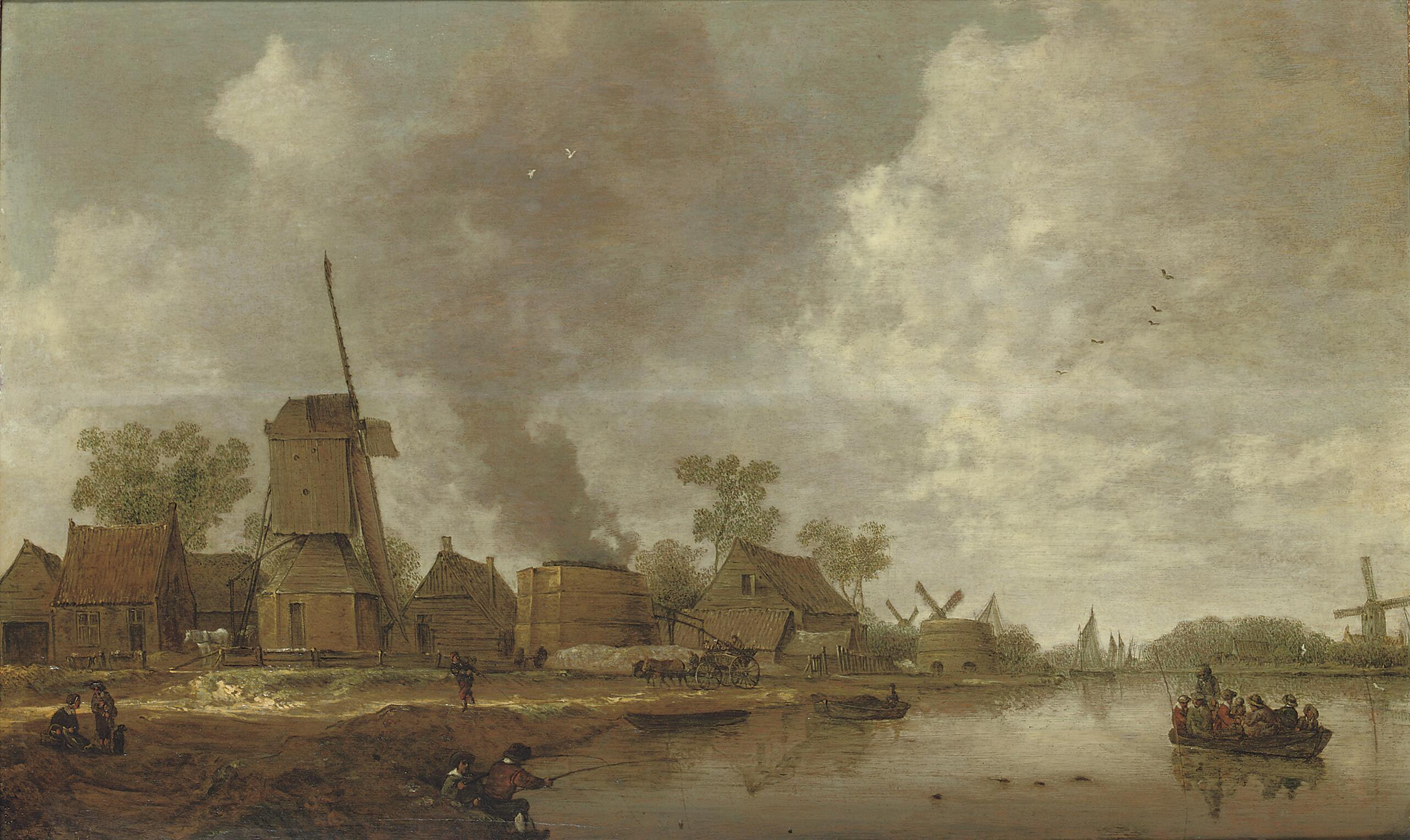
Ян Куленбір. «Пейзаж з вітряком і поселенням біля річки».
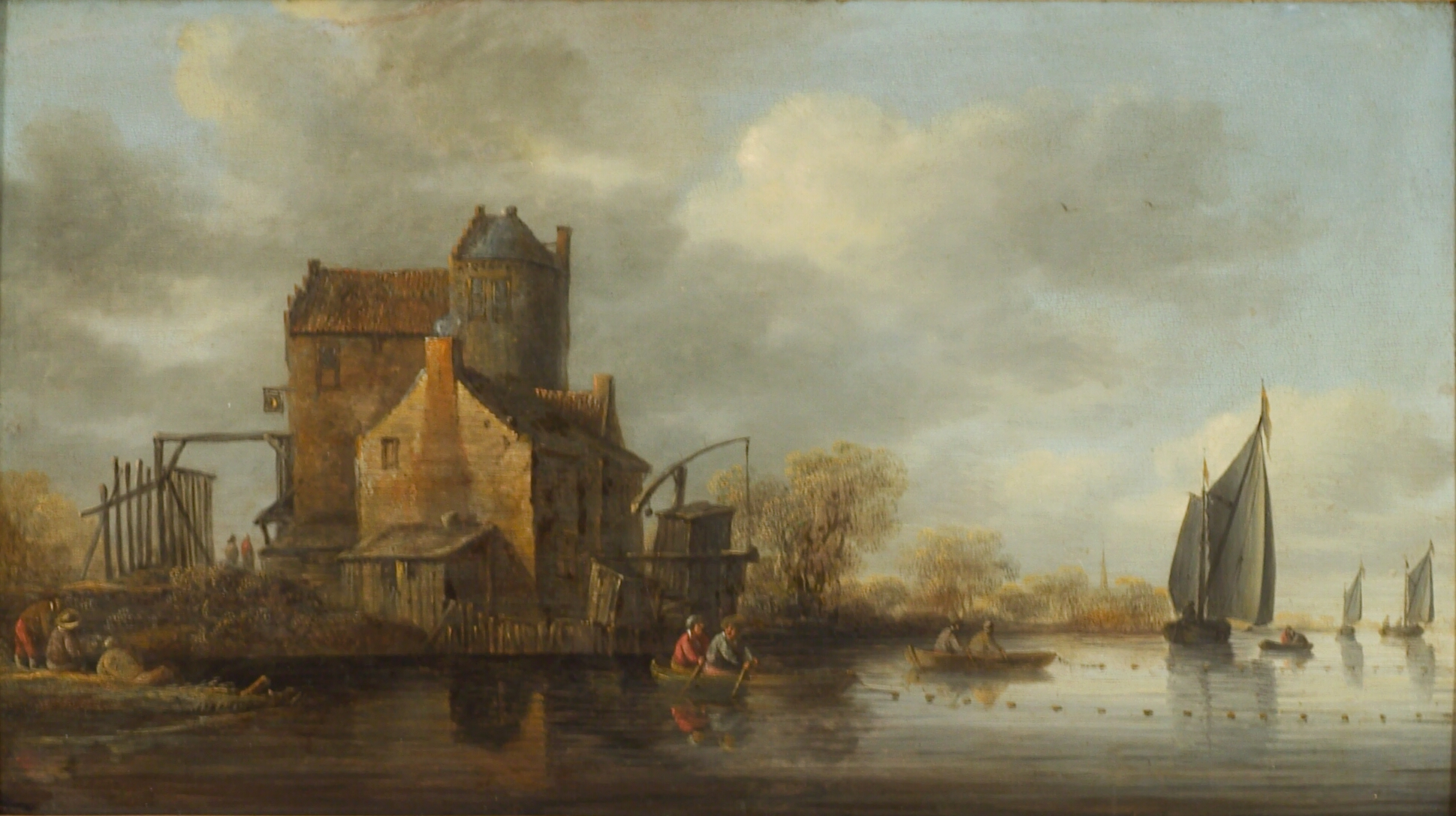
Ян Куленбір. «Пейзаж з голландськими рибалками на річці», Державний музей мистецтв (Копенгаген).